# Gota de Leche

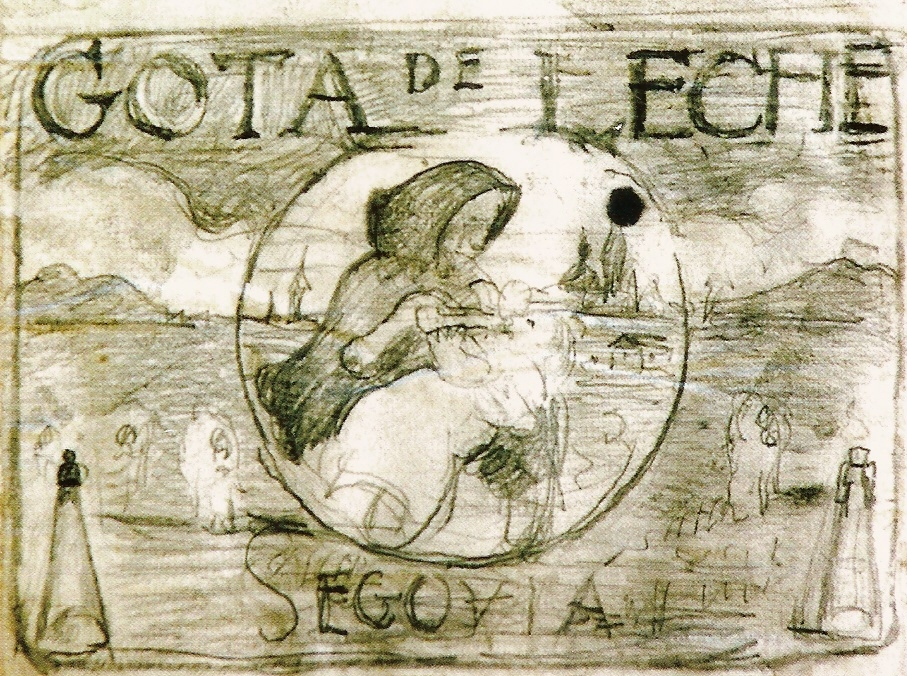
Boceto de Daniel Zuloaga para el mural de la institución segoviana Gota de Leche, hacia 1913.

Gota de Leche fue el nombre dado a las instituciones creadas para remediar los problemas de desnutrición y alta mortalidad infantil en aquellas familias que no podían permitirse el lujo de tener nodriza, y cuyas madres no podían dar de mamar. Surgieron a finales del siglo XIX. La idea original de «las gotas de leche» procedía de Francia, donde el médico León Dufour había creado la primera Gota de Leche en 1894.

## Inicios de la «Gota de Leche» en España
Rafael Ulecia y Cardona funda en Madrid, en 1904 la Gota de Leche, el primer consultorio de niños de pecho en Madrid. Dos años antes, en Barcelona, se inaugura el Servicio Lácteo Infantil. Estas instituciones además de prestar asistencia pediátrica, facilitaban la alimentación láctea.
La primera Gota de Leche que se inauguró en España fue la de Barcelona de Vidal y Solares, médico pediatra fundador del Hospital de Niños Pobres de Barcelona, como una sección del mencionado hospital. La Gota de Leche de Barcelona, se inauguró en 1902 bajo la dirección de los médicos Cardenal, Girona y Soler.
La Gota de Leche de San Sebastián fue la segunda de España, situada en la calle Loiola, empezó su andadura el 30 de septiembre de 1903, presidiendo la inauguración la reina madre María Cristina.
La Gota de Leche de Logroño se encuentra en la calle Once de Junio n.º 2 y se inauguró el 10 de abril de 1905 siendo Alcalde D. Isidro Iñiguez Carreras. Desde sus orígenes hasta nuestros días ha ido adaptándose a las necesidades municipales como se refleja en el libro sobre el tema publicado en 2008 por el Instituto de Estudios Riojanos. En la actualidad es un moderno centro de recursos juveniles basado en las artes audiovisuales y la información, también es la Escuela de Música Municipal.
El Consultorio de Niños de Pecho de Sevilla tuvo su apertura el día 8 de enero de 1906. Los facultativos encargados de las consultas eran los propios fundadores: Ciriaco Esteban, José Román Chico y Jerónimo Oliveras Piscol, sensibilizados por los graves problemas que afectan a los niños, especialmente los hijos de familias más desfavorecidas.
En Bilbao estaba ubicado en el barrio de Torre Urizar y se inauguró en 1906.
En Melilla, siendo presidente de la Junta de Arbitrios, el general José Villalba Riquelme, sensibilizado y preocupado por la miseria en que la mayoría de los habitantes de Melilla se encontraban, convocó a las personalidades más destacadas de la ciudad, para una reunión. De esta reunión salió a la luz la idea de formar una Asociación General de Caridad. Y así quedó fundada el día 21 de enero del año 1915 con el nombre popular de la Gota de Leche de Melilla.

## Testimonios
Urkia Etxabe recoge el testimonio de Carmen Castro, viuda de Zubiri, sobre este servicio:

«Año 1912. Año del tifus. Nací asustantemente depauperada. Mi abuelo (el doctor Juan Medinaveitia) decidió que se buscase por el país un ama. Mi padre rechazó el que, por su criatura, madre alguna dejara de amamantar a la suya. ¿No podría criarse su niña, como otros niños humildes del país, puesto que ya existía la Gota de Leche? El abuelo tuvo la idea por excelente y dio a la Gota oportuna y sabia receta para mis biberones».

## La pediatría en elsigloXIX

El Símbolo Internacional de la Lactancia.

J. Hernández, Presidente de la Sociedad Canaria de Historia de la Medicina, escribe:

Desde que el 10 de noviembre de 1487 salió de la imprenta en Padua el primer tratado dedicado exclusivamente a la Pediatría: De infantium aegritudinibus et remediis, de Paolo Bagellardo (+ 1492), esta disciplina ha sufrido diversos avatares. Hasta bien entrado el siglo XVIII, no existió un interés real por los niños como tales. Es verdad que los médicos ya se ocupaban de ellos, pero, evidentemente, no de todos; eran atendidos aquellos niños cuyos padres eran pudientes. Hasta hace bien poco la Medicina ha sido individual, plutocrática, de y para ricos.

Los ideales de la Ilustración llegaron también a esa Medicina pudiente y provocaron paulatinamente un importante cambio ideológico. De una parte, la intención de una asistencia sanitaria a todos, pobres o ricos, hombres o mujeres y por ende, también a los niños. De otra, el Siglo de las Luces vino a recuperar un concepto mucho más práctico, más pegado al terreno, de la higiene, en cuanto ciencia de la promoción de la salud y de la prevención de la enfermedad. Junto a esto, los médicos tomaron conciencia del valor de los niños no sólo en sí mismos, sino también para el progreso de la propia sociedad.

Pasaron años hasta que la Medicina comenzó a sectorizarse y brotó con fuerza el especialismo médico y, finalmente, la pediatría se desgajó de la obstetricia-ginecología. Todos estos factores hicieron mella en la morbi-mortalidad infantil, cuyas tasas descendieron sensiblemente, convirtiendo aquella cínica frase de Michel de Montaigne: la infancia es una enfermedad, en un verso suelto de tiempos obsoletos.

## Los primeros pediatras españoles
El Hospital del Niño Jesús de Madrid, inaugurado en 1877, fue el centro de formación de los primeros pediatras españoles. Los primeros centros de asistencia a la infancia se multiplicaron a finales del siglo XIX; tales como el Instituto de Federico Rubio en Madrid, el centro creado en Barcelona en 1890 por Francisco Vidal Solares y las primeras Gotas de Leche y Casas Cuna, o dispensarios pediátricos a partir de 1902.
La primera Gota de Leche creada en España fue la de Barcelona en 1902 seguida por la de San Sebastián en 1903 y la de Madrid en 1904  creada por Rafael Ulecia, siguieron las de Logroño, Sevilla, Bilbao, Málaga, Valencia, etc., entre una treintena de ciudades españolas. Estas Instituciones estaban dirigidas por pioneros de la pediatría en España.

## Esterilización y la Gota de Leche
Las técnicas de esterilización, mediante calor, tienen su antecedente en la esterilización de leche para biberones que se hacía en las llamadas Gotas de Leche, benéficos establecimientos en donde se preparaban biberones, de uso diario, para lactantes de las clases sin recursos.